# Sprzężniaki

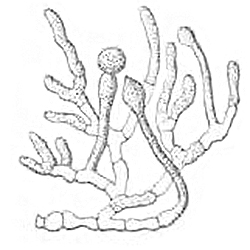
Basidiobolus ranarum

Sprzężniaki, sprzężniowe, sprzężniowce (Zygomycota Moreau) – typ grzybów należący do królestwa grzybów (Fungi).

## Charakterystyka
Sprzężniaki (Zygomycota) to głównie grzyby saprotroficzne. W 2010 r. podawano, że na świecie jest 1065 gatunków, ale liczba ta ciągle się zmienia wskutek dynamicznych zmian w taksonomii grzybów. Sprzężniaki uważane są za takson tymczasowy. W najnowszej taksonomii według Index Fungorum liczba sprzężniaków jest dużo mniejsza, większość ich gatunków przeniesiono bowiem do innych typów (głównie do Mucoromycota).
Sprzężniaki posiadają grzybnię zbudowaną ze strzępek wielojądrowych (tzw. komórczaki), zwykle bez przegród. W ścianie komórkowej znajduje się chityna.
Występuje zarówno rozmnażanie płciowe, jak i bezpłciowe. Rozmnażanie płciowe zachodzi na drodze zygogamii (jest to rodzaj gametangiogamii). Sprzężniaki są heterotaliczne, to znaczy, że wytwarzają dwa rodzaje strzępek, które morfologicznie zupełnie nie różnią się od siebie, są jednak zróżnicowane płciowo, co oznacza się jako (+) i (-).

## Cykl rozwojowy
Gdy zetkną się dwie odmienne płciowo strzępki (+) i (-), ich ściany rozpuszczają się, zawartość cytoplazmy zlewa się, co nazywa się plazmogamią. W jądrach komórkowych pochodzących od obydwu gametangiów następują podziały mitotyczne, a po nich następuje zlewanie się jąder pochodzących od różnych gametangiów, czyli wielokrotna kariogamia. Powstaje wielojądrowa zygospora o diploidalnej liczbie chromosomów. Otacza się ona grubą ścianą o ciemnej barwie i przechodzi w okres spoczynku. W tym okresie pełni więc funkcję przetrwalnika. Gdy zaczyna kiełkować, zaraz w jej jądrach zachodzi mejoza i powstają jądra haploidalne.
Z kiełkujących zygospor rozwijają się strzępki powietrzne oraz sporangiofory z zarodniami. W zarodniach na drodze bezpłciowej wytwarzane są zarodniki. Roznosi je wiatr, ale prawdopodobnie także woda, owady i niektóre inne drobne zwierzęta.

## Systematyka
Badania molekularne wykazały, że Zygomycota nie są monofiletyczne. Schussler i in. w 2001 r. usunęli z Zygomycota arbuskularne grzyby mikoryzowe i zdefiniowali je jako oddzielną gromadę Glomeromycota. Lutzoni i in. w 2004 r. w badaniu r-RNA SSU i LSU wykazali, że rzędy Zygomycota zajmowały co najmniej 4 różne linie monofiletyczne. W klasyfikacji według CABI databases większość gatunków dawniej zaliczanych do Zygomycota znalazła się w typie Mucoromycota.
Według aktualizowanej klasyfikacji Index Fungorum bazującej na CABI databases do sprzężniaków należą:
- klasa Incertae sedis
  - podklasa Incertae sedis
    - rząd Basidiobolales Jacz. & P.A. Jacz. 1931
    - rząd Incertae sedis
      - rodziny Incertae sedis
        - rodzaj Oesophagomyces Manier & Ormières 1980
        - rodzaj Omphalocystis Balbiani 1889
        - rodzaj Parallobiopsis Collin 1913[6].